# Huntersquoy

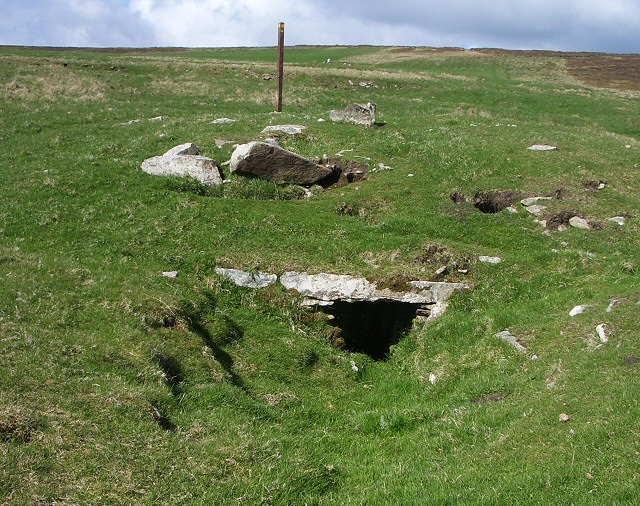
Huntersquoy in der Bildmitte der „untere Zugang“

Der Huntersquoy ist ein Passage tomb des Typs Bookan Cairn in der Nähe des Loch Mill auf der Orkney-Insel Eday in Schottland.
Huntersquoy ist insofern sehr ungewöhnlich, als es, wie Taversoe Tuick auf Rousay eine der beiden einzigen doppelstöckigen Megalithanlagen überhaupt ist. Von der oberen Kammer ist wenig erhalten. Die untere ist intakt, aber überflutet und unzugänglich.
Der leicht ovale zweistöckige Cairn von etwa 11,0 m Durchmesser wurde im Jahr 1936 von Charles S. T. Calder (1891–1972) ausgegraben. Die obere Struktur war über einen separaten Zugang zu erreichen, der nicht mehr existiert. Der separate Zugang zur unteren Kammer ist offen, die Kammer ist intakt.
Ein Herd, möglicherweise zeitgleich mit dem Cairn, lag östlich. Benachbart sind die Monumente von Braeside und Vinquoy und der Stone of Setter.